# قائمة رؤساء نادي برشلونة

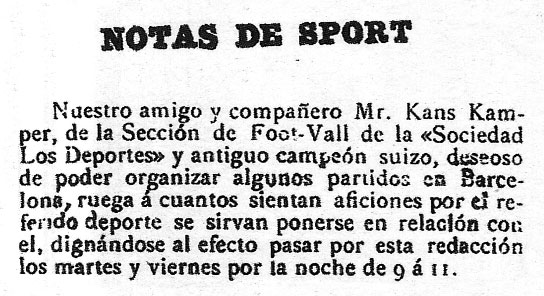
إعلان Gamper في Los Deportesالترجمة:ملاحظة رياضية. صديقنا وشريكنا ، السيد كانز كامبر ، من قسم فوت فال في << سوسيداد لوس ديبورتيس >> والبطل السويسري السابق ، الراغب في تنظيم بعض المباريات في برشلونة ، يطلب من كل من يحب هذه الرياضة الاتصال به ، والحضور هذا المكتب ليالي الثلاثاء والجمعة من 9 إلى 11. "

في عام 1899 تأسس نادي برشلونة الإسباني في إقليم كاتالونيا  وقد تم تأسيسه من قبل مجموعة من الهواة الإنجليز والسويسرين والألمان والإسبان تحت قيادة السويسري خوان غامبر الذي دعا في إعلان نشر في صحيفة لوس ديبورتيس في تاريخ 22 أكتوبر من العام 1899 إلى تشكيل نادي رياضي لكرة القدم في مدينة برشلونة، وقد كان لإعلانه صدى إيجابي، بعد أن تجاوب مع ذلك الإعلان إحدى عشر رجلاً، وأسفر ذلك التجاوب بعقد أول اجتماع في 29 أكتوبر من نفس العام تشكل بموجبة نادي برشلونة ولقد تنوعت جنسيات من حضروا ذلك الاجتماع والذي بموجبة شُكل النادي فقد كان منهم إسبان وإنجليز وسويسرين وألمان  ورغم ارتباط النادي ارتباط وثيق بالهوية الكتالونية إلا أن النادي بدأ عالميا ولا زال، منذ تأسيس النادي في العام 1899 وحتى وقتنا الراهن تعاقب على رئاسة النادي الكتلوني 40 رئيس كان أولهم الأنجليزي والتر وايلد وآخرهم السيد جوسيب ماريا بارتوميو، 40 رئيس تناوبوا على رئاسة نادي برشلونة من أربعة جنسيات إثنين من الأنجليز واثنين من الألمان وواحد من سويسرا و 34 من الإسبان.

## نظرة عامة

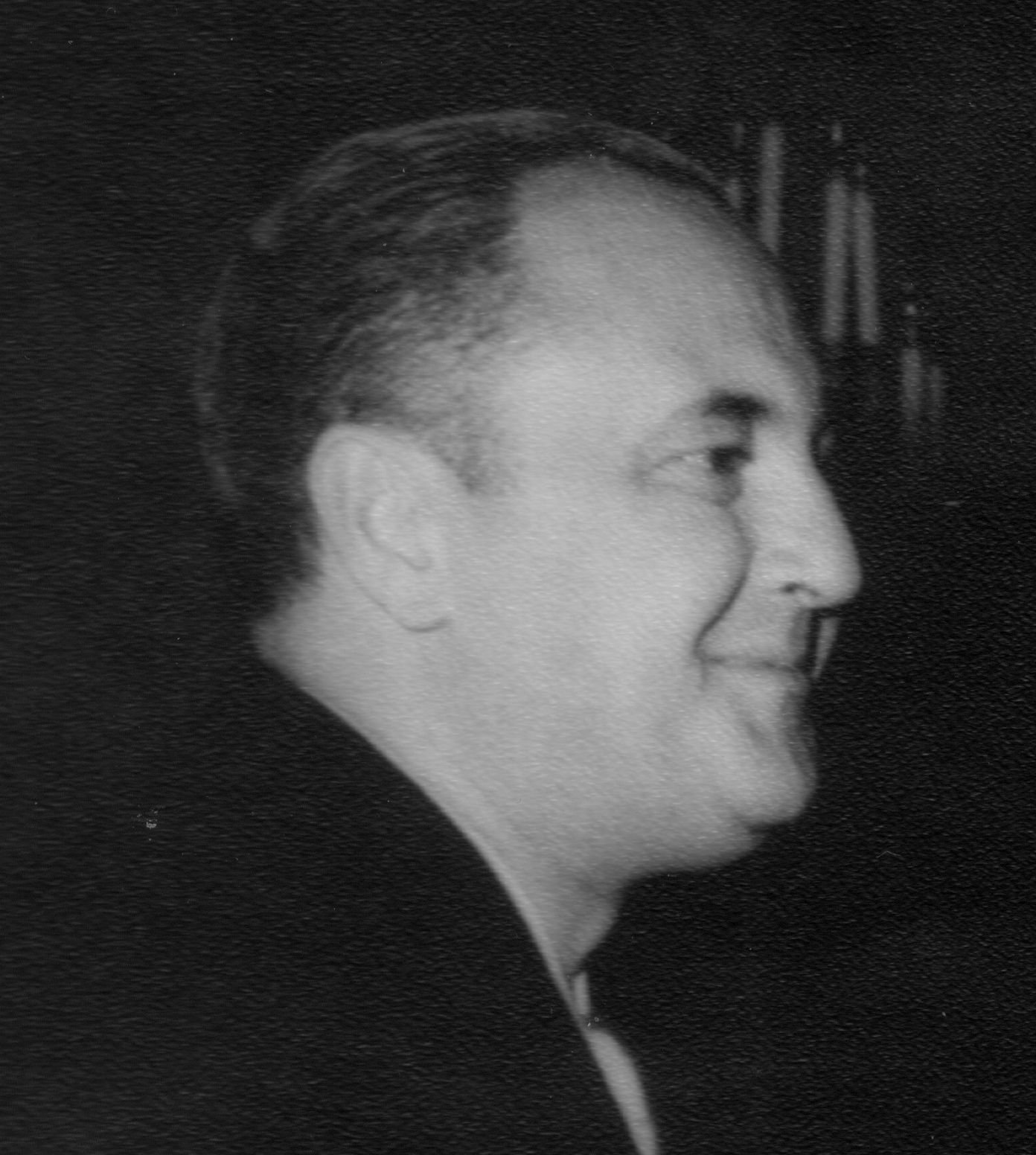
فرانسيسك ميرو أول رئيس منتخب لبرشلونة 1953-61

في بداية تأسيس النادي وحتى أوائل الخمسينيات من القرن العشرين كان يتم اختيار الرئيس بالتعين أو التوافق بين المؤسسين أو أعضاء الهيئة العامة للنادي واعتبارا من العام 1953 أصبح أختيار رئيس النادي يتم بالتصويت المباشر من قبل أعضاء النادي وكانت مدة الرئاسة متفاوتة بين رئيس منتخب وآخر فبعض المدد الرئاسية بلغت أربعة أعوام وفي فترة خوسيه لويس نونيز الأولى الممتدة بين عامي 1978 حتى عام 1989 بلغت إحدى عشر عام قبل أن يتم التجديد له لفترتين ثانيتين كانت مدة الفترة الثانية لرئاستة ثمانية سنوات والثالثة ثلاثة أعوام ليبلغ مجمل ما قضاه نونيز كرئيس لنادي برشلونة أثنان وعشرون عام، وكذلك لم يكن يمنع وفق النظام الداخلي للنادي إمكانية ترأس ذات الرئيس إدارة النادي أكثر دورتين رئاسيتين، لكن اعتبارا من العقد الأول في الألفية الثالثة حددت مدة الرئاسة بأربعة أعوام قابلة للتجديد لمرة واحدة فقط لكن في صيف العام 2009 تم إدخال تعديلات على النظام الداخلي المتعلق برئيس النادي لتصبح فترة الرئاسة ستة أعوام بدل من أربعة أعوام لفترتين متتاليتين فقط.
في عام 1908، أصبح جوان غامبر رئيسًا للنادي لأول مرة، وتولى الرئاسة لإنقاذ النادي من التوقف وعدم الاستمرارية. لم يفز النادي بأي شيء منذ بطولة دوري كاتالونيا في عام 1905، ونتيجة لذلك كان يعاني من صعوبات مالية شديدة. كان جوان غامبر فيما بعد رئيسًا للنادي في خمس مناسبات منفصلة بين عامي 1908 و 1925 وقضى 26 عامًا مع النادي. كان أحد إنجازاته الرئيسية هو مساعدة نادي برشلونة في الحصول على ملعب خاص به وبالتالي وسيلة لايجاد دخل ثابت. تقام مسابقة سنوية تحضيرية للموسم الجديد كأس جوان غامبر على شرفه منذ عام 1966.
فاز الفريق بستة ألقاب في بطولة دوري كاتالونيا بين عامي 1930 و 1938، لكن النجاح على المستوى الوطني (باستثناء اللقب المتنازع عليه عام 1937) أفلت منها. منذ تشكيل الدوري الإسباني عام 1929 وحتى عام 1978، كان لبرشلونة 20 رئيسًا مختلفًا، مما يعني أن كل فترة رئاسية استمرت في المتوسط عامين ونصف. عام 1978 ، أصبح خوسيه لويس نونيز أول رئيس تم انتخابه لنادي برشلونة، ومنذ ذلك الحين انتخب أعضاء النادي رئيسًا للنادي. ارتبطت عملية انتخاب رئيس نادي برشلونة ارتباطًا وثيقًا بانتقال إسبانيا إلى الديمقراطية في عام 1974 ونهاية دكتاتورية فرانكو. كان الهدف الرئيسي لـ خوسيه لويس نونيز هو تطوير برشلونة إلى نادٍ عالمي من خلال منحه الاستقرار داخل وخارج الملعب. استمرت رئاسته لمدة 22 عامًا، مما جعله الرئيس الأطول خدمة.

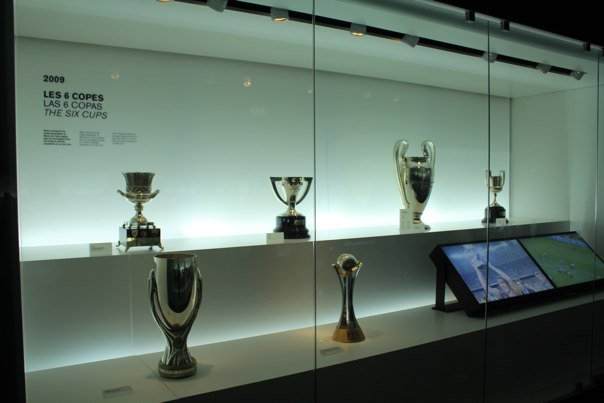
تم عرض الألقاب الستة التي فاز بها برشلونة في عام 2009 في متحف كامب نو. (الدوري الاسباني، كأس ديل ري، دوري أبطال أوروبا، كأس السوبر الإسباني، كأس السوبر الأوروبي، كأس العالم للأندية)

بعد رحيل نونيز في عام 2000، تولى نائبه لمدة 22 عامًا، خوان غاسبارت إدارة النادي. خلال فترة رئاسته للنادي، لم يفز الفريق بأي ألقاب، وبعد عامين ونصف استقال خوان غاسبارت من منصبه في 12 فبراير 2003 عندما كان الفريق في المركز الخامس عشر، بفارق نقطتين عن الهبوط. تم انتخاب انريك ريانا مارتينز رئيسًا مؤقتًا حتى استقال مجلس الإدارة في 5 مايو 2003. وترأس اللجنة المؤقتة بعد ذلك حتى إجراء الانتخابات العامة. في 15 يونيو 2003 دخل خوان لابورتا منصبه وكان الرئيس الأكثر نجاحًا من حيث ألقاب دوري أبطال أوروبا. فاز النادي بدوري أبطال أوروبا مرتين في غضون ثلاث سنوات وأكمل «سداسية غير مسبوقة» بفوزه بلقب الدوري الإسباني 2008-09، وكأس الملك 2008-09، وكأس السوبر الإسباني 2009، ودوري أبطال أوروبا 2008-09، وكأس السوبر الأوروبي لعام 2009. كأس العالم للأندية 2009 بقيادة بيب جوارديولا.
في 13 يونيو 2010، تم انتخاب ساندرو روسيل رئيسًا لنادي برشلونة بأكثر من 60٪ من أصوات أعضاء نادي برشلونة، وتولى الرئاسة رسميًا في 1 يوليو 2010. استقال في عام 2014 نتيجة فضيحة تتعلق ببرشلونة بالتوقيع والتعاقد نيمار. حل جوسيب ماريا بارتوميو مكان روسيل في 23 يناير 2014 قبل أن يستقيل في أكتوبر 2020. وتولت لجنة إدارية بقيادة كارليس توسكيتس زمام الأمور حتى تم انتخاب خوان لابورتا للمرة الثانية في 7 مارس 2021 بأكثر من 54٪ من الأصوات.

## قائمة رؤساء النادي

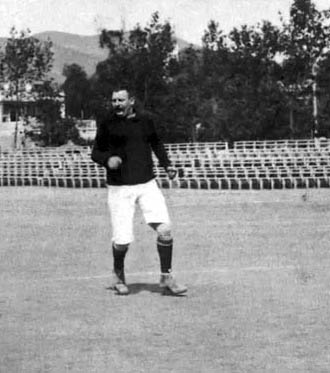
خوان غامبر كان مؤسس نادي برشلونة ومن أول من لعب فيه.

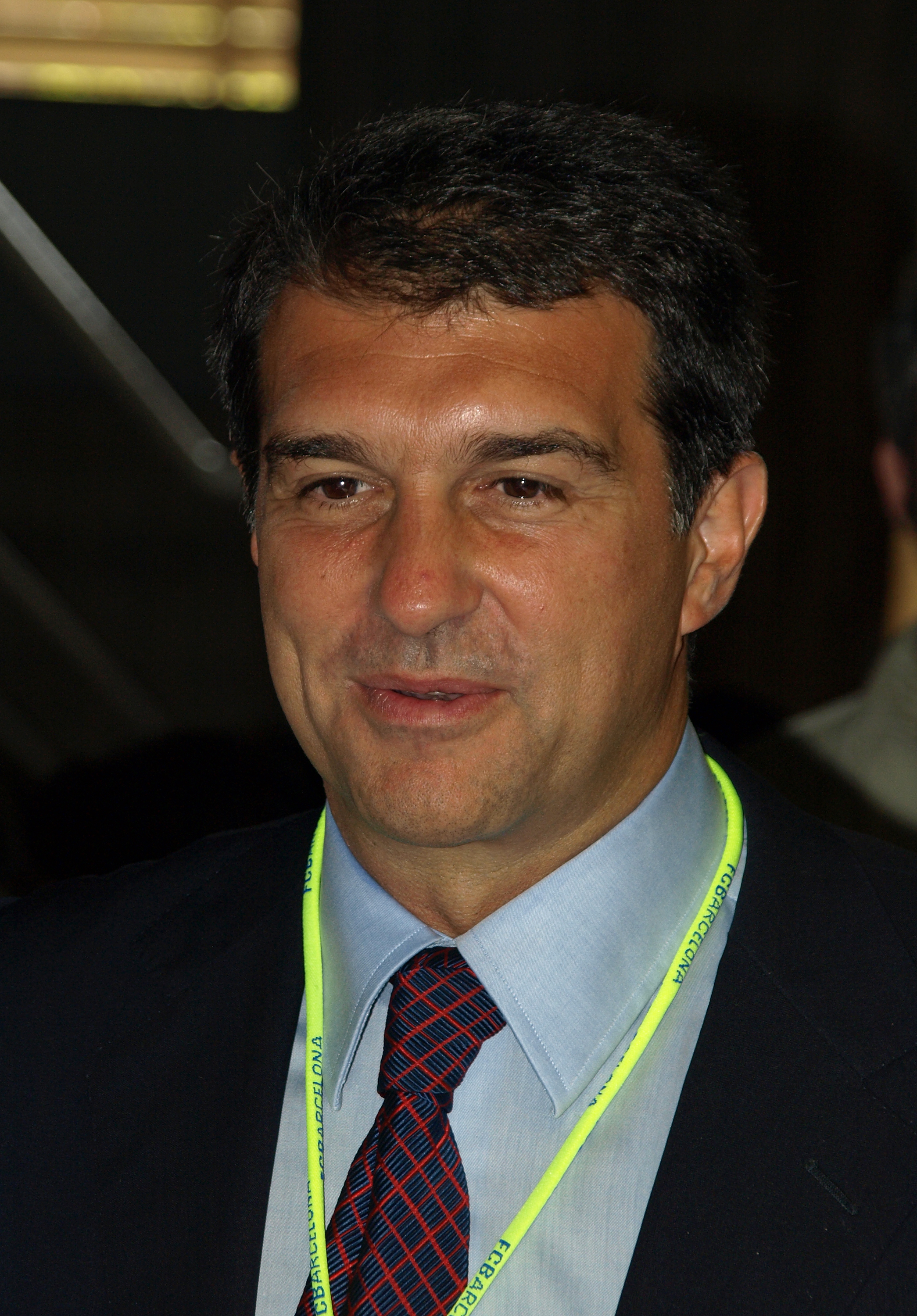
خوان لابورتا هو الرئيس الحالي؛ حيث تم انتخابه في مارس 2021. وقد خدم سابقًا بين عامي 2003 و2010 وهو الرئيس الأكثر نجاحًا من حيث الألقاب التي فاز بها سنويًا.

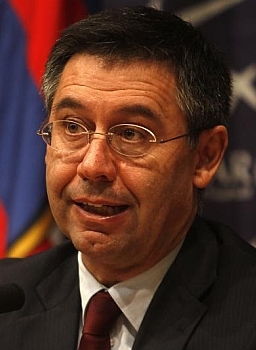
جوسيب ماريا بارتوميو وهو الرئيس السابق للنادي منذ 2014 حتى استقالته في أكتوبر 2020.

فيما يلي التاريخ الرئاسي الرسمي لنادي برشلونة، منذ أن تولى والتر وايلد منصب النادي عام 1899، حتى يومنا هذا.
| الاسم                            | الجنسية | من              | إلى            | Honours (total number) |
| -------------------------------- | ------- | --------------- | -------------- | --- |
| Walter Wild                      | سويسرا  | 29 نوفمبر 1899  | 25 أبريل 1901  | |
| Bartomeu Terradas                | إسبانيا | 25 أبريل 1901   | 5 سبتمبر 1902  | |
| Paul Haas                        | ألمانيا | 5 سبتمبر 1902   | 17 سبتمبر 1903 | |
| Arthur Witty                     | إنجلترا | 17 سبتمبر 1903  | 6 أكتوبر 1905  | |
| Josep Soler                      | إسبانيا | 6 أكتوبر 1905   | 16 أكتوبر 1906 | |
| Juli Marial                      | إسبانيا | 16 أكتوبر 1906  | 11 نوفمبر 1908 | |
| Vicenç Reig                      | إسبانيا | 11 نوفمبر 1908  | 2 ديسمبر 1908  | |
| جوان غامبر                       | سويسرا  | 2 ديسمبر 1908   | 14 أكتوبر 1909 | |
| Otto Gmeling                     | ألمانيا | 14 أكتوبر 1909  | 17 نوفمبر 1910 | 1 كأس ملك إسبانيا (1) |
| جوان غامبر                       | سويسرا  | 17 نوفمبر 1910  | 30 يونيو 1913  | 2 كأس ملك إسبانيا (2) |
| Francesc de Moxó                 | إسبانيا | 30 يونيو 1913   | 30 يوليو 1914  | |
| Àlvar Presta                     | إسبانيا | 30 يوليو 1914   | 29 سبتمبر 1914 | |
| Joaquim Peris de Vargas          | إسبانيا | 29 سبتمبر 1914  | 29 يونيو 1915  | |
| Rafael Llopart                   | إسبانيا | 29 يونيو 1915   | 25 يونيو 1916  | |
| Gaspar Rosés                     | إسبانيا | 25 يونيو 1916   | 17 يونيو 1917  | |
| جوان غامبر                       | سويسرا  | 17 يونيو 1917   | 10 يونيو 1919  | |
| Ricard Graells                   | إسبانيا | 10 يونيو 1919   | 27 يونيو 1920  | 1 كأس ملك إسبانيا (1) |
| Gaspar Rosés                     | إسبانيا | 27 يونيو 1920   | 17 يوليو 1921  | |
| جوان غامبر                       | سويسرا  | 17 يوليو 1921   | 29 يوليو 1923  | 1 كأس ملك إسبانيا (1) |
| Eric Cardona                     | إسبانيا | 29 يوليو 1923   | 1 يونيو 1924   | |
| جوان غامبر                       | سويسرا  | 1 يونيو 1924    | 17 ديسمبر 1925 | 1 كأس ملك إسبانيا (1) |
| Arcadi Balaguer                  | إسبانيا | 17 ديسمبر 1925  | 23 مارس 1929   | 2 كأس ملك إسبانيا (2) |
| Tomàs Rosés                      | إسبانيا | 23 مارس 1929    | 30 يونيو 1930  | 1 الدوري الإسباني (1) |
| Gaspar Rosés                     | إسبانيا | 30 يونيو 1930   | 22 أكتوبر 1931 | |
| Antonio Oliver                   | إسبانيا | 22 أكتوبر 1931  | 20 ديسمبر 1931 | |
| Joan Coma                        | إسبانيا | 20 ديسمبر 1931  | 16 يوليو 1934  | |
| Esteve Sala                      | إسبانيا | 16 يوليو 1934   | 27 يوليو 1935  | |
| Josep Sunyol                     | إسبانيا | 27 يوليو 1935   | 6 أغسطس 1936   | |
| Managing Commission[بحاجة لمصدر] | N/A     | 6 أغسطس 1936    | 6 مايو 1939    | |
| Joan Soler                       | إسبانيا | 6 مايو 1939     | 13 مارس 1940   | |
| Enrique Piñeyro                  | إسبانيا | 13 مارس 1940    | 10 يوليو 1942  | 1 كأس ملك إسبانيا (1) |
| Josep Vidal-Ribas                | إسبانيا | 10 يوليو 1942   | 13 أغسطس 1942  | |
| Enrique Piñeyro                  | إسبانيا | 13 أغسطس 1942   | 20 أغسطس 1943  | |
| Josep Antoni de Albert           | إسبانيا | 20 أغسطس 1943   | 20 سبتمبر 1943 | |
| Josep Vendrell                   | إسبانيا | 20 سبتمبر 1943  | 20 سبتمبر 1946 | 1 الدوري الإسباني، 1 كأس إيفا دوارتي (2) |
| Agustí Montal Galobart           | إسبانيا | 20 سبتمبر 1946  | 16 يوليو 1952  | 3 الدوري الإسباني، 2 كأس ملك إسبانيا، 2 كأس إيفا دوارتي (7)                                                                                                 |
| Enric Martí Carreto              | إسبانيا | 16 يوليو 1952   | 22 سبتمبر 1953 | 1 الدوري الإسباني، 1 كأس ملك إسبانيا، 1 كأس إيفا دوارتي (3)                                                                                                 |
| Francesc Miró-Sans               | إسبانيا | 22 سبتمبر 1953  | 28 فبراير 1961 | 2 الدوري الإسباني، 2 كأس ملك إسبانيا، 2 Fairs Cup (6) |
| Enric Llaudet                    | إسبانيا | 28 فبراير 1961  | 17 يناير 1968  | 1 كأس ملك إسبانيا، 1 Fairs Cup (2) |
| Narcís de Carreras               | إسبانيا | 17 يناير 1968   | 18 ديسمبر 1969 | 1 كأس ملك إسبانيا (1) |
| Agustí Montal Costa              | إسبانيا | 18 ديسمبر 1969  | 18 ديسمبر 1977 | 1 الدوري الإسباني، 1 كأس ملك إسبانيا (2) |
| Raimon Carrasco                  | إسبانيا | 18 ديسمبر 1977  | 1 يوليو 1978   | 1 كأس ملك إسبانيا (1) |
| Josep Lluís Núñez                | إسبانيا | 1 يوليو 1978    | 23 يوليو 2000  | 7 الدوري الإسباني، 6 كأس ملك إسبانيا، 2 كأس الدوري الإسباني، 5 كأس السوبر الإسباني، 1 دوري أبطال أوروبا، 4 كأس الكؤوس الأوروبية، 2 كأس السوبر الأوروبي (27) |
| Joan Gaspart                     | إسبانيا | 23 يوليو 2000   | 12 فبراير 2003 | |
| Enric Reyna                      | إسبانيا | 12 فبراير 2003  | 6 مايو 2003    | |
| Managing Commission[بحاجة لمصدر] | N/A     | 6 مايو 2003     | 15 يونيو 2003  | |
| خوان لابورتا                     | إسبانيا | 15 يونيو 2003   | 1 يوليو 2010   | 4 الدوري الإسباني، 1 كأس ملك إسبانيا، 3 كأس السوبر الإسباني، 2 دوري أبطال أوروبا، 1 كأس السوبر الأوروبي، 1 كأس العالم للأندية (12)                          |
| Sandro Rosell                    | إسبانيا | 1 يوليو 2010    | 23 يناير 2014  | 2 الدوري الإسباني، 1 كأس ملك إسبانيا، 3 كأس السوبر الإسباني، 1 دوري أبطال أوروبا، 1 كأس السوبر الأوروبي، 1 كأس العالم للأندية (9)                           |
| جوسيب ماريا بارتوميو             | إسبانيا | 23 يناير 2014   | 27 أكتوبر 2020 | 4 الدوري الإسباني، 4 كأس ملك إسبانيا، 2 كأس السوبر الإسباني، 1 دوري أبطال أوروبا، 1 كأس السوبر الأوروبي، 1 كأس العالم للأندية (13)                          |
| Carles Tusquets (interim)        | إسبانيا | 29 October 2020 | 7 March 2021   | |
| خوان لابورتا                     | إسبانيا | 7 March 2021    | Incumbent      | 1 كأس ملك إسبانيا (1) |

## الهوامش
1. ↑  The information in the nationality column is according to how they were then referred to, and may not reflect their then, or current, citizenship or birthplace.
2. ↑  From 30 June 2006 to 22 August 2006, FC Barcelona was controlled by a managing commission.[14]
3. ↑  From 29 October 2020 to 7 March 2021, FC Barcelona was controlled by a managing committee with Carles Tusquets having the role of President of the Managing Committee.[15]